# Yifloden

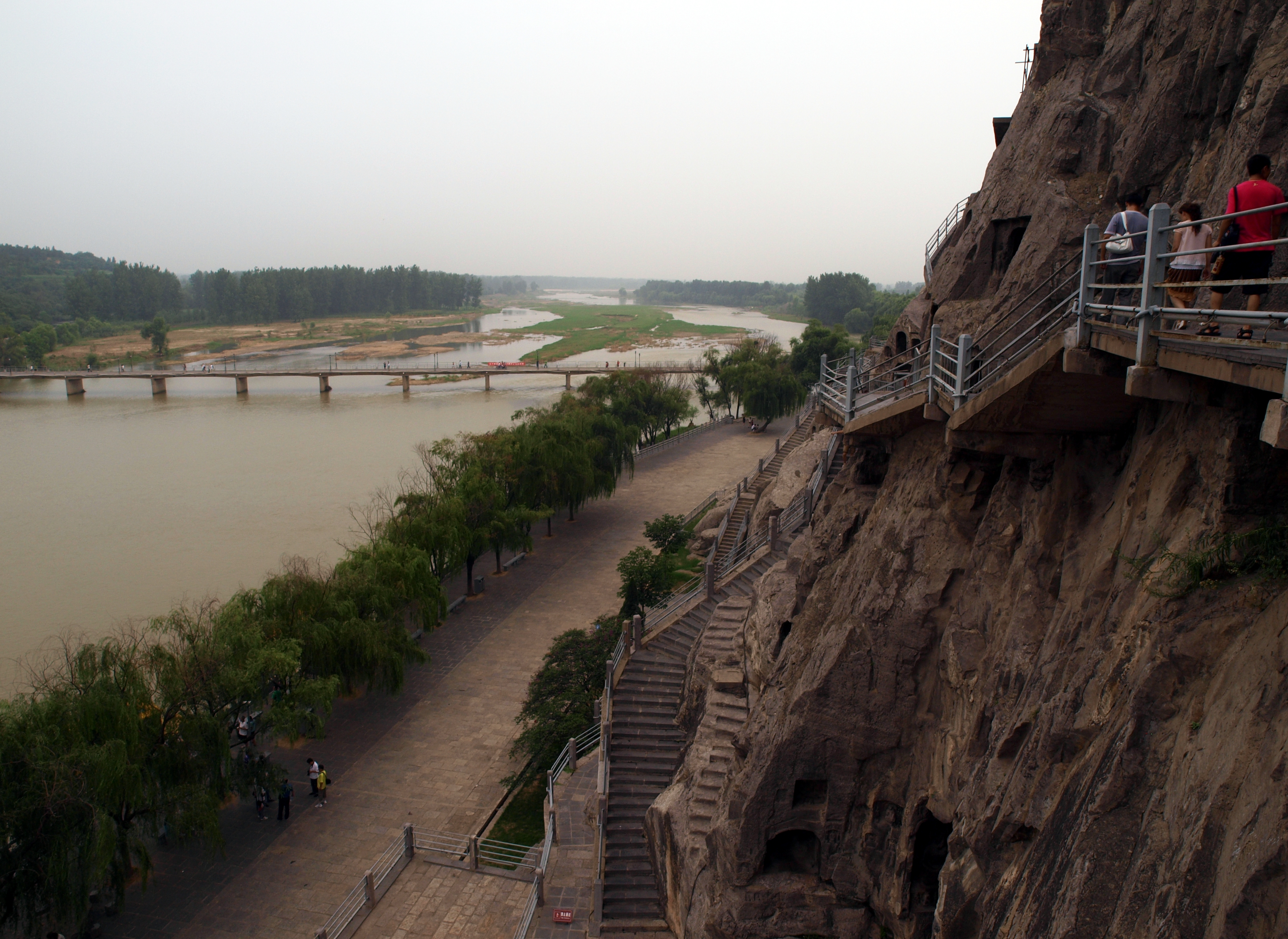
Longmengrottorna vid Yifloden.

Yifloden (伊河; Yī Hé) är en flod i Kina. Det rinner upp i Luanchuan i Henan och rinner mot nordöst genom Luhunreservoaren varefter den passerar Longmengrottorna och Luoyang. Vid Yanshi förenas den med Luofloden och bildar Yiluofloden som rinner ut i Gula floden.